# 데이비드 듀랜드
데이비드 듀랜드(영어: David Durand, 1920년 7월 27일 ~ 1998년 7월 25일)는 미국의 배우이다.
클리블랜드에서 태어났으며 브리지뷰에서 사망하였다.

## 영화
- 비바 빌라! (1934년)